# El Salitral, Sonora
El Salitral är en ort i Mexiko.   Den ligger i kommunen Etchojoa och delstaten Sonora, i den västra delen av landet, 1 400 km nordväst om huvudstaden Mexico City. El Salitral ligger 20 meter över havet och antalet invånare är 424.
Terrängen runt El Salitral är mycket platt. Runt El Salitral är det ganska glesbefolkat, med 34 invånare per kvadratkilometer. Närmaste större samhälle är Bacobampo, 4,2 km söder om El Salitral. Trakten runt El Salitral består till största delen av jordbruksmark.